# Carajillo
Un carajillo es una bebida que combina café y alguna bebida alcohólica, como coñac, ron, anís, orujo o whisky. Generalmente se sirve en un vaso pequeño tipo rocas o chupito y se toma caliente o frío con hielos. Es típico en España y en varios países hispanoamericanos, como Colombia, donde se suele elaborar con ron o brandy, Cuba, donde se suele elaborar con ron, y algunas áreas de México, en donde es típico usar Licor 43, mezcal o un licor de café tipo Kahlúa o Tía María. En Venezuela se conoce como café envenenao y se suele hacer con ron, brandy, miche andino o cocuy.
Existen dos maneras de preparar un carajillo: vertiendo directamente el licor sobre el café, o bien prendiendo el licor en una taza vacía y vertiendo el café encima. Gracias a que ciertos licores tienen una densidad relativa diferente al café, se puede separar por capas.
El carajillo, que es básicamente café con alcohol, tiene muchos equivalentes en otras culturas: el caffè corretto italiano, que tradicionalmente se hace con café y grappa; el gunfire británico, hecho con té negro y ron; el karsk escandinavo, hecho con café y whisky; el café com cheirinho portugués, que es café con brandy u otro aguardiente; etc.

## Origen y etimología
Se desconoce de dónde surgió el término «carajillo», aunque muchas teorías le atribuyen a esta palabra un origen cubano; Se cree que durante la guerra de Cuba se les suministraba a los soldados españoles en la colonia un café adulterado con ron para darles el empuje necesario para luchar, es decir, un 'pequeño coraje' o corajillo, de ahí su nombre. Otros, como R. Hierro del Grupo Osborne, remarcan que no fue ron sino brandy español, que mezclaban con café de la isla.
En el País Vasco y Navarra se conoce al carajillo como kafe patardun. En Baleares y la Comunidad Valenciana, como rebentat ('reventado') o cremaet ('quemadito'). En Cataluña es conocido también como cigaló, aunque este término, antes de la Guerra Civil se refería específicamente al vaso de licor que se sirve con el café, y que el cliente bebía uno después del otro, en vez de mezclarlos.
Tanto en catalán como en castellano, la denominación de esta bebida es un diminutivo para el falo masculino: cigala y carajo respectivamente. Según una falsa etimología atribuida al escritor Josep Maria Espinàs, provendría de los trabajadores de la ciudad de Barcelona que en el bar pedían una copa i un cafè que ara guillo ('una copa y un café, que ya me voy'). De ahí el apócope «caraguillo» y su posterior desviación fonética.
En Costa Rica el término "Carajillo" hace referencia a un niño: es sinónimo de chamaco, debido a la cultura de café de calidad en Costa Rica la bebida es algo popular.

## Variantes
Dependiendo de cada región, se pueden encontrar diversos tipos de carajillos:
- Café asiático: carajillo variante del café bombón, pero con Licor 43, es decir, café, leche condensada y Licor 43. Tiene su origen en Cartagena (España).[14]
- Belmonte: carajillo variante del café bombón, pero con brandy, es decir, café, leche condensada y brandy. Es típico de la región de Murcia (España).
- Café brulé o quemado (en inglés, cafe diablo): carajillo con piel de limón, brandy o ron y azúcar moreno que se prenden.
- Café canario o 'barraquito': típico en las Islas Canarias, es un carajillo a base de café, leche, leche condensada, licor, canela y limón.[1]
- Café caribeño: carajillo de café y ron.
- Café castellano: carajillo compuesto de café expreso y anís.[7]
- Café celta: carajillo con orujo, azúcar moreno, unos granos de café torrefacto y media rodaja de limón.[7]
- Café envenena'o: carajillo venezolano con ron añejo, cocuy, miche andino o whisky escocés.
- Café holandés: carajillo de café y ginebra.
- Café irlandés: carajillo de café y whisky irlandés.
- Café trifásico: nombre para el carajillo con leche en Cataluña. Por lo tanto, sus "tres fases" son el café, la bebida alcohólica y la leche.
- Carajillo de Castellón: es un alcohol (coñac, ron, whisky o anís) flambeado con azúcar, canela en rama, cáscara de limón y granitos de café. Cuando ya ha sido quemado se le añade el café. En valenciano se le llama "cremaet" cuando no se le añade el café (es sólo el alcohol quemado) y "tocaet" cuando al café se le añade el alcohol sin quemarlo.
- Piscafé (en inglés, piscoffee): una mezcla de café andino con pisco, que es un destilado de la uva. Su creador es un alemán afincado en Oxapampa, Perú, junto con un barista peruano, y se popularizó a partir de 2010 en este país y en Chile, desde que fuese presentada como la bebida de Asamblea General de la OEA ocurrida ese año en Lima.[15]

En el sureste de España, el «tegüi» es un carajillo de té con whisky, mientras que el lubumba es un carajillo de batido de chocolate con brandy o whisky. En el Ejército Británico existió la tradición de echar ron, whisky o brandy al té (o café) en el desayuno de las mañanas de batalla y a esta bebida la llamaban gunfire ('tiroteo').

## Preparación
Aunque el carajillo se conoce en todas partes de España, la manera exacta de preparar un carajillo varía levemente en cada región del país. En Cataluña, por ejemplo, suele presentarse en su forma más sencilla de café con brandy (sin quemar) y con el azúcar aparte, para que el consumidor lo añada a su gusto.
En Castellón y Valencia, en cambio, la preparación suele ser un poco más elaborada. Allí es normal calentar y quemar parcialmente el alcohol en el vaso, junto con el azúcar, canela, granos de café y un trocito de corteza de limón. Esta versión suele ser la preferida también de las coctelerías y de los restaurantes de alto rango cuando se exige una versión más lujosa (y más cara). Al conjunto se prende fuego y se remueve hasta que el alcohol se haya rebajado un poco y los aromas se hayan potenciado y mezclado entre sí. Se apaga luego tapándolo con un platito de café. Una vez apagado, el café se vierte no directamente sino sobre el dorso de una cuchara o lateral del vaso, consiguiendo así que no se mezclen los líquidos, ya que tienen distinta densidad. El resultado visual debe ser de 3 colores: el del licor en la parte inferior, café en la intermedia y la espuma en la superficie.

## Carajillo comercializado
Existen varias marcas en el mercado de esta bebida ya preparada, como ejemplo podemos mencionar las siguientes:
- Auténtico Corajillo
- Roca Carajillo
- Carajillo Frontal
- Melic

Estos carajillos preparados han tenido un auge en mercados de habla hispana como México.